# Josef Fruth

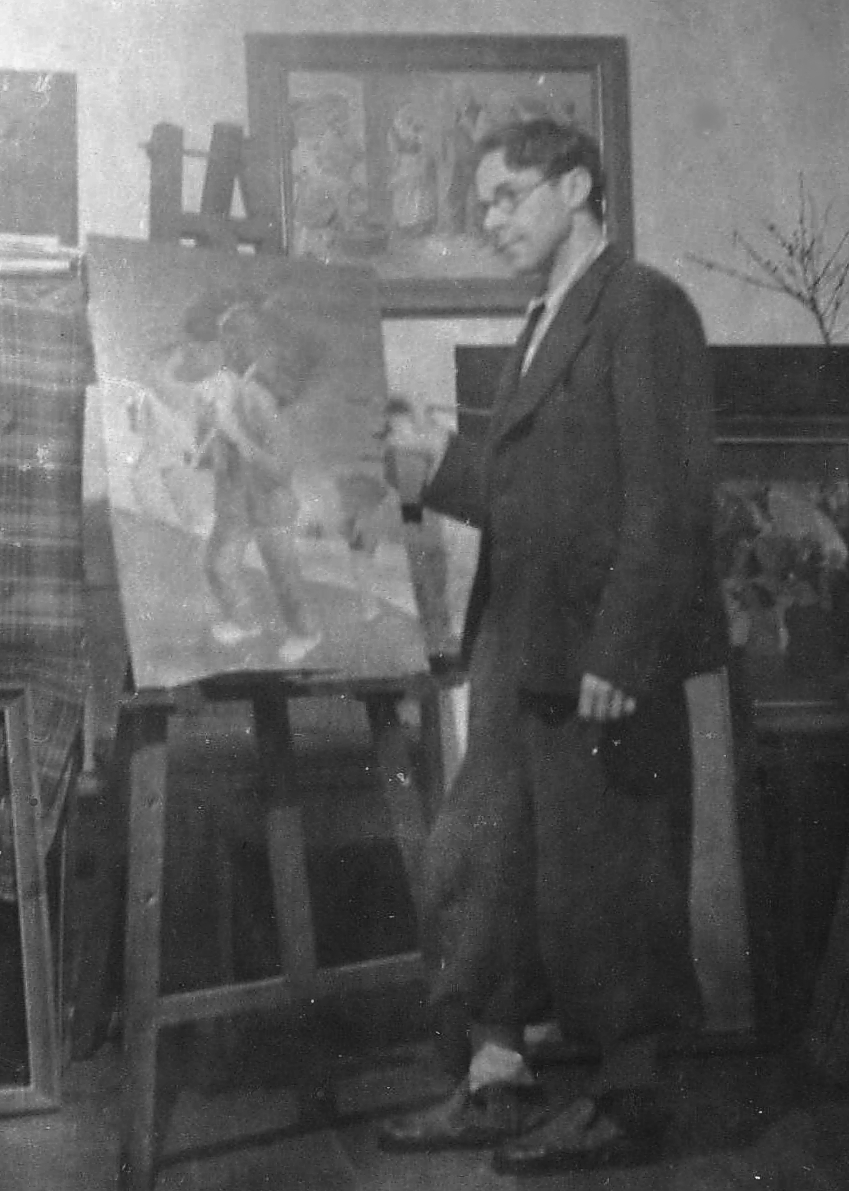
Josef Fruth in seinem Atelier, ca. 1934

Josef Fruth (* 31. Juli 1910 in Fürsteneck; † 21. Juli 1994 ebenda) war ein deutscher Maler, Graphiker, Lyriker und Schriftsteller sowie Illustrator von Zeitungen und Büchern.

## Leben

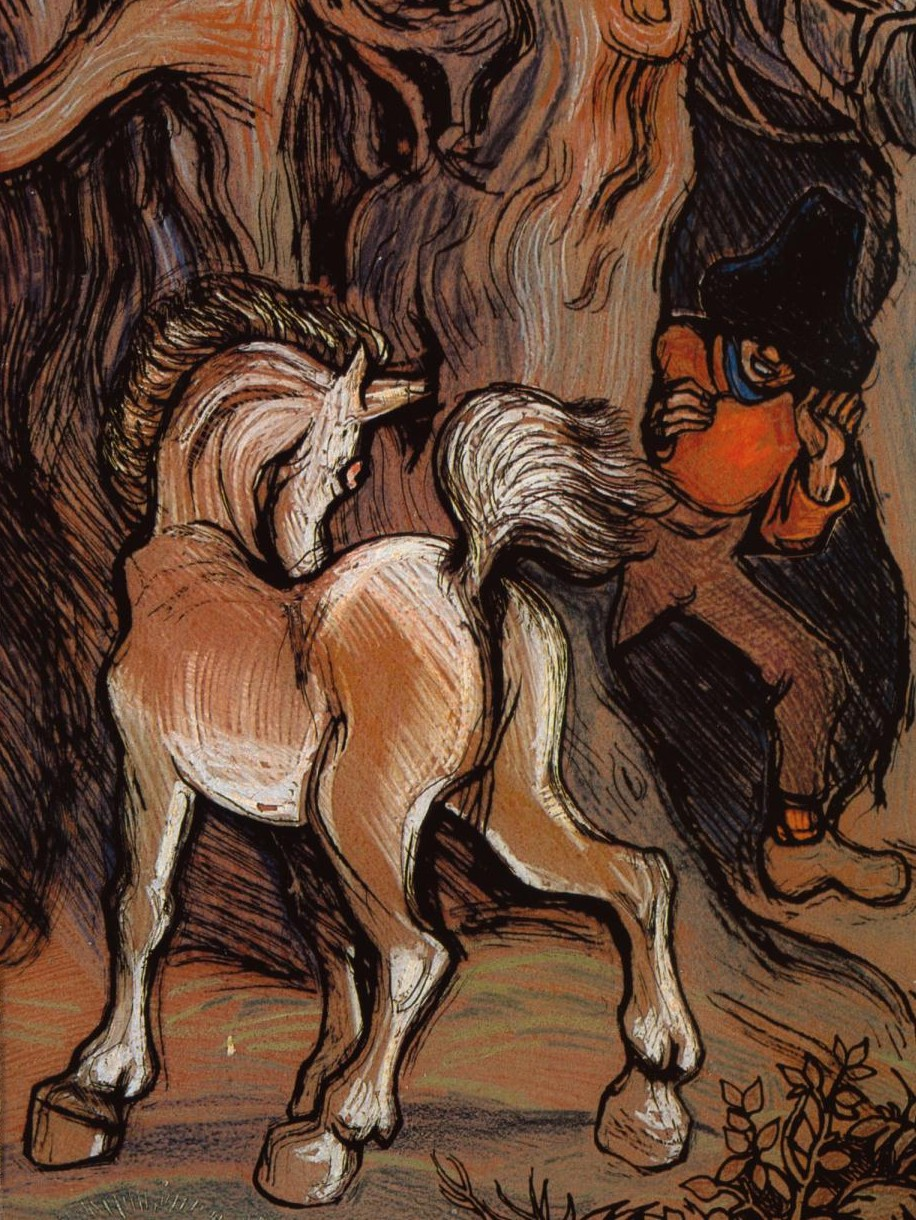
Josef Fruth, Tapferes Schneiderlein, Hinterglastechnik

Zeit seines Lebens wirkte der Künstler Josef Fruth als Maler, Grafiker und Dichter im Lebensraum zwischen Wolfsteiner Ohe und Ilz im südlichen Bayerischen Wald in Fürsteneck. Noch heute befindet sich in der Alten Wache auf Schloss Fürsteneck sein Atelier. Aufgewachsen ist er im Moahof, dem aufgelassenen Säumerwirtshaus an einem ehemaligen Seitenast des Goldenen Steiges im Dorf Fürsteneck. Hier wurde er in seiner Kindheit geprägt von den historischen Begebenheiten und dem brauchtumsträchtigen Dorfleben, wie zum Beispiel den alten Masken der Dreschersuppe.
In seiner Schrift Mein Lebensweg beschrieb er den Weg zum Künstler mit folgenden Worten:

„Als ich in die Grundschule kam, hatte ich das Glück einen musischen Lehrer zu finden. Er förderte mein Verlangen zum Zeichnen und ich durfte eine historische Kopie für den Geschichtsunterricht vorbereiten. In Deutsch konnte ich vorbildliche Aufsätze schreiben. Später wurde ich sehr gefördert von Prof. Bruno Mauder, Glasfachschule Zwiesel, die damals als deutsche Meisterschule für Glas angesprochen wurde. Für mich war Prof. Mauder vor allem über seine ästhetischen Zeichnungen, geprägt vom Jugendstil, der große Zauberer in Glas. Nach vier kunstgewerblichen Semestern musste ich leider durch eine langwierige Erkrankung meine Ausbildung unterbrechen. Einen schöpferischen Ausweg fand ich in dieser Zeit des Gebrechens über die Literatur. Erste Gedichte von mir brachte eine Gewerkschaftszeitung ‚Einigkeit‘ in Berlin. Max Peinkofer, von Schrönghammer-Heimdal förderten mich im Schrifttum über Beiträge zu einer Kirchenzeitung, in den ‚Heimatglocken‘, der Donauzeitung und den Ostbayerischen Grenzmarken. In der Malerei und Grafik konnte ich meine Ausbildung überbrücken durch ein vierjähriges Privatstudium in Münchener Künstlerkreisen, das zur Ausübung im freien Beruf anerkannt wurde. Auf dieser Ebene waren meine größten Förderer der akademische Maler Karl Alexander Flügel und Prof. Edmund Steppes. Auch der Kollege Wilhelm Niedermayer von der Münchener Schule hatte dazu beigetragen.“

Fruth war 1944 auf der Großen Deutsche Kunstausstellung in München mit der Zeichnung Mädchenspielschar (70 × 49,5 cm) vertreten, die die Deutsche Arbeitsfront Berlin für 300 RM erwarb.
Trotz Krankheit wurde Fruth noch 1944 zum Dienst in der Wehrmacht in ein Feldlager im annektierten Protektorat Böhmen und Mähren einberufen. Dies in Verbindung mit einer folgenden Kriegsgefangenschaft hinterließ tiefe Spuren in der Seele des Künstlers.
Nach dem Krieg fokussierte Fruth seinen Themenkreis zuerst auf die Menschen seiner Heimat. Das raue Arbeitsleben und die Welt der Bräuche werden z. B. in Holzhauerstudien oder den bewegten Tanzbildern der Dreschersuppe lebendig. Auch die Nähe zum religiösen Jahreskreis spiegelt sich in manchen Arbeiten wider.
1966 war er Gründungsmitglied der Künstlergruppe „Bayerwaldkreis“, im Jahr 1981 wurde er als Mitglied in die Academia Italia aufgenommen.
Ab den 1970er Jahren treten mythologische Darstellungen und die Mahnung gegen die drohende Umweltzerstörung fundamental in seiner Aussage zutage. Hubert Weinzierl, ein Weggefährte Josef Fruths beschreibt den Lebensraum des Künstlers wie folgt: „Leo Tolstois Frage ‚wie viel Erde braucht der Mensch?‘ hat Josef Fruth auf seine Weise beantwortet. Es war das kleine Atelier in der ‚Alten Wache‘ zu Fürsteneck, umringt vom Blätterdach der Ulmen, der Ahorne, der Eschen und der Erlen, die den Fluss seines Lebens, die Ilz umsäumten und die beständige Heimat seiner Familie, zu der Atelierkatzen und Waldkäuze als die nächtlichen Fenstergäste gleichermaßen gehörten und in zahlreichen seiner Zeichnungen, Hinterglasbildern oder Gedichten wiederkehrte.“
In seinem schriftstellerischen Werk geht Fruth oft auf die elementaren Menschheitsfragen ein, wie z. B. in einem seiner bekanntesten Gedichte unter dem Titel
Wir sind das Laub
Über dem Staub
raschelt das Laub.
Zwischen den Schritten
verlorener Wanderer.
Wir sind das Laub
morgen im Staub
unter den Tritten;
aber der Wanderer
ist ein ganz anderer ...
Mit seinen Kompositionen in Bild und Text hinterließ er der Nachwelt ein Bildnis dieser Landschaft und ihrer Menschen.

## Atelierkreis Josef Fruth
Freunde, Kenner der Kunstszene und seine Familie haben am 18. März 2006 in Fürsteneck einen Atelierkreis gegründet, der sich um das Werk für die Zukunft annimmt und versucht, es in der Öffentlichkeit zu präsentieren. Mittlerweile hat der Verein über 80 Mitglieder, zum Teil weit über die Grenzen des Bayerischen Waldes hinaus bis nach Italien. Geschäftsführer des Atelierkreises Josef Fruth ist Gunther Fruth, erster Vorstand ist Franz Brunner.
Ziele und Aufgaben des Atelierkreises:
- Erhalt der Atelierräume in der „Alten Wache“ auf Schloss Fürsteneck.
- Herausgabe von Buchveröffentlichungen, derzeit aktuell die siebenbändige Werkreihe.
- Initiative und Betreuung des Josef Fruth Künstlersteiges mit der Gemeinde Fürsteneck.
- Organisation von Ausstellungen zum Werk des Künstlers und von gesellschaftlichen Veranstaltungen, beispielsweise die alljährliche Dichterwanderung auf dem Künstlersteig oder die Hiagstsuppn auf Schloss Fürsteneck.
- Erhalt von gefährdeten Fruth-Werken im öffentlichen Raum, beispielsweise die zahlreichen Arbeiten in Schulen des südlichen bayerischen Waldes. So konnte der große Wandfries in der Schule Hutthurm erhalten werden.

## Publikationen
- Josef Fruth: Über dem Urgrund der Wäler. Hrsg.: Morsak Verlag Grafenau. 3. Auflage. 1980, ISBN 3-87553-131-0.
- Konrad Lorenz, Enoch zu Guttenberg, Hubert Weinzierl: Gnade für die Schöpfung. Ökologie und Theologie im Widerstreit. Hrsg.: Morsak Verlag Grafenau. 1981, ISBN 3-87553-164-7 (Illustrationen von Josef Fruth).
- Reinhard Haller: Natur und Landschaft Sagen. aus dem Bay. Wald. Hrsg.: Morsak Verlag Grafenau. 1983, ISBN 3-87553-200-7 (Illustrationen von Josef Fruth).
- Hubert Weinzierl u. a.: Wendezeichen. Neue Pfade der Ökologiebewegung. Hrsg.: Hubert Weinzierl. Natur- und Umwelt Verlags-GmbH, München 1985, ISBN 3-924749-07-8 (Dem Illustrator Josef Fruth, dem Seher aus dem Urgrund der Wälder, gewidmet zu seinem 75. Geburtstag).
- Josef Fruth: Magie und Farbe. Hrsg.: Morsak Verlag Grafenau. 1990, ISBN 3-87553-360-7 (Das Buch über die Hinterglasmalerei von Josef Fruth).
- Gunther Fruth, Josef Fruth: Gesicht einer Landschaft. Wälder und Weiten im bayerisch-böhmischen Grenzgebirge. Hrsg.: Morsak Verlag Grafenau. 2. Auflage. 1996, ISBN 3-87553-488-3 (Lyrik und Prosa von Josef Fruth zu den Fotografien von Gunther Fruth).
- Hans Würdinger: Aus dem Tod in das neue Leben. Der Kreuzweg von Josef Fruth in Erlau-Zwiesel. Hrsg.: Hans Würdinger. Tutte, Salzweg, 2010, ISBN 978-3-00-028962-0 (Kreuzwegmeditation zu Hinterglasbildern von Josef Fruth).

Werkreihe Josef Fruth in sieben Bänden und Biografie
- Josef Fruth: Gott aber ist die Mitte geblieben. Band I religiös. Hrsg.: Atelierkreis Josef Fruth. Druck & Service Garhammer, Regen 2009, ISBN 978-3-00-029633-8 (Vorwort von Bernhard Kirchgessner).
- Josef Fruth: Im Grenzbezirk des Machbaren. Band II Umwelt. Hrsg.: Atelierkreis Josef Fruth. Druck & Service Garhammer, Regen 2010, ISBN 978-3-00-032979-1 (Vorwort von Hubert Weinzierl).
- Josef Fruth: Schönheit kann Dein Blick umfassen. Band III Landschaft. Hrsg.: Atelierkreis Josef Fruth. Druck & Service Garhammer, Regen 2011, ISBN 978-3-00-036474-7 (Vorwort von Harald Grill).
- Josef Fruth: Unsere Gedanken finden keine Schranken. Band IV Lyrik und Prosa. Hrsg.: Atelierkreis Josef Fruth. Druck & Service Garhammer, Regen 2013, ISBN 978-3-00-041590-6 (Vorwort von Stefan Rammer).
- Josef Fruth: Rosse wild voll Wolkenschaum. Band V Tiere. Hrsg.: Atelierkreis Josef Fruth. Druck & Service Garhammer, Regen 2014, ISBN 978-3-00-045552-0 (Vorwort von Hans Würdinger).
- Josef Fruth: Mit sehnigen Händen. Band VI Arbeit. Hrsg.: Atelierkreis Josef Fruth. Druck & Service Garhammer, Regen 2015, ISBN 978-3-00-051730-3 (Vorwort von Martin Ortmeier).
- Josef Fruth: Lockst du mit den süßen Zügen. Band VII Arbeit. Hrsg.: Atelierkreis Josef Fruth. Druck & Service Garhammer, Regen 2016, ISBN 978-3-00-054885-7 (Vorwort von Prof. Dr. Reinhard Haller).
- Stefan Rammer: Der Wächter über dem Urgrund. Biografie. Hrsg.: Atelierkreis Josef Fruth. Druck & Service Garhammer, Regen 2018, ISBN 978-3-00-059215-7 (Vorwort von Franz Brunner).

Im Jahr 1990, zum 80. Geburtstag des Künstlers, erschien die CD Josef Fruth liest eigene Lyrik. Konzept und Realisation Dieter Oehms, Mischungen: Sprache Musik im Arcostudio München, Produktion Polygram, Hamburg, 846614-2.

## Ausstellungen

### Ausstellungen zum 100. Geburtstag
- Kunstverein Passau e.V. – Sankt Anna-Kapelle: Josef Fruth – Zum 100. Geburtstag (25. Juni bis 25. Juli 2010). Über 130 Leihgaben öffentlicher und privater Sammler präsentieren in der Sankt Anna-Kapelle einen Querschnitt des künstlerischen Schaffens von Josef Fruth. Gemälde mit Darstellungen bäuerlichen Lebens aus dem Bayerischen Wald reihen sich neben Lithographien und Zeichnungen von Mensch, Tier und Landschaft. Leuchtende Hinterglasbilder ziehen den Besucher ebenso in den Bann wie Fruths großformatige Temperagemälde aus dem Freilichtmuseum Finsterau. Illustrationen für Bücher dokumentieren die Vielfältigkeit des Kunstschaffenden. Ausgewählte lyrische und schriftstellerische Arbeiten ergänzen die Exponate.
- Zwiesler Buntspecht, 31. Juli 2010
- Waldgeschichtliches Museum St. Oswald, September 2010

### Weitere Ausstellungen
- Josef Fruth – seine Verbindung zu Obernzell. Ausstellung im Schloss Obernzell vom 18. Oktober 2014 bis 4. Januar 2015
- Künstler der ersten Stunde – Wegbereiter des BBK Niederbayern-Oberpfalz. Vom 4. Mai bis zum 16. Juni 2016 werden in der Landkreisgalerie auf Schloss Neuburg zum 70-jährigen Jubiläum des Berufsverbandes Bildender Künstler Niederbayern/Oberpfalz e. V. in der Ausstellung Künstlerinnen und Künstler der ersten zehn Jahre wichtige Wegbereiter und Gründer des BKK mit einigen ihrer Werke geehrt.
- Dauerausstellung im neu geschaffenen „Fruth-Raum“ im Erdgeschoss des Obernzeller Schlosses, Eröffnung am 20. November 2016
- Dauerausstellung Kunstsammlung Ostbayern im Spital Hengersberg
- Dauerausstellung Kunst Träume Bayerisch Eisenstein
- Kunstausstellung „Gott aber ist die Mitte“, 23. Juni – 13. Oktober 2019 in Rinchnach
- Josef Fruth - Mythos Waldgebirge Ausstellung in den Kuns(t)räumen Grenzenlos vom 19. Dezember 2021 bis 24. April 2022

## Ehrungen
- Kulturpreisträger des Bayerischen Wald-Vereins (1970)
- Kulturpreis Ostbayern (1971)
- Bundesverdienstkreuz am Bande (30. März 1979)[2]
- Kulturpreis des Landkreises Freyung-Grafenau (1987)
- Böhmerwälder Kulturpreis der Stadt Passau (1990)